# Partido da Luta Unida dos Africanos de Angola
O Partido da Luta Unida dos Africanos de Angola (PLUAA) foi um partido político angolano fundado em 1º de março de 1953 chefiado por Viriato Clemente da Cruz e Matias Miguéis.
Foi o primeiro partido angolano a reivindicar a independência face a Portugal. Em Dezembro de 1956 junta-se ao Partido Comunista Angolano (PCA) para formar o Movimento Popular de Libertação de Angola (MPLA).